# Ратсман, Сири
Сири Ловиса Ратсман (швед. Siri Lovisa Rathsman; 28 июля 1895, Сундсвалль — 30 июля 1974, Стокгольм) — шведская художница, график и журналистка.

## Биография и творчество
Сири Ратсман родилась в 1895 году в Сундсвалле, в семье Рикарда Кристофера и Кристины Ловисы Ратман. Она училась в школе живописи Карла Вильгельмссона в Гётеборге, а затем в Гётеборгской музейной школе живописи и рисунка (ныне художественный колледж Валанд). В 1917 году она отправилась в Копенгаген, затем в Италию, а в 1920 году — в Париж, где училась живописи у Рауля Дюфи и Отона Фриеза.
Завершив своё образование, Сири Ратсман зарабатывала на жизнь журналистикой. В 1921 году она стала парижской корреспонденткой Гётеборгского журнала торговли и судоходства (Göteborgs Handels- och Sjöfarts-Tidning). Кроме того, она была близка к парижским авангардным кругам и создавала картины — преимущественно городские пейзажи, интерьеры и портреты — в эстетике «новой вещественности». В 1932 году примкнула к группе Уильяма Хейтера Atelier 17 и принимала участие в выставках группы в Париже, Брюсселе и Цюрихе. Позднее, в 1940-х годах, много экспериментировала с абстракцией и цветом, в результате чего её стиль радикально переменился.
В 1940 году, когда уже нельзя было оставаться в Париже, Сири Ратсман перебралась в Виши и писала оттуда репортажи о положении оккупированной Франции и преследовании евреев. В 1943 она, вместе с другими иностранными журналистами, была вынуждена покинуть Францию. Вернувшись в Стокгольм, Ратсман опубликовала книгу «Vichy förlorar spelet. Intima skildringar från det slagna Frankrike». Военная тема нашла отражение и в её живописи, в частности, в картине 1944 года «Bombräd över London». Вернувшись в Париж в 1945 году, она продолжала участвовать в выставках как во Франции, так и в Швеции. В 1950 году её заслуги в качестве журналистки были отмечены французским Орденом Почётного легиона. В 1951 году состоялась её ретроспективная выставка, на которой были представлены работы начиная с 1919 года.
В 1967 году Сири Ратсман вернулась в Швецию. Она умерла в 1974 году и была похоронена на Северном кладбище в Сольне. Её работы находятся в Национальном музее Швеции, Музее современного искусства и Гётеборгском художественном музее.